# Gruppo degli ossi-anfiboli
Il gruppo degli ossi-anfiboli è un gruppo di minerali facente parte del supergruppo dell'anfibolo definito dall'IMA nel 2012.
Gli ossi-anfiboli sono definiti come quelli che in posizione W presentano una dominanza dell'anione O2− rispetto ad ((OH)+F+Cl)2− in base alla formula chimica generale AB2C5T8O22W2.
La nomenclatura del 2012 prevede che le specie appartenenti a questo gruppo aventi un "rootname" corrispondente già classificato nel gruppo degli idrossi-fluoro-cloro-anfiboli siano caratterizzate dal prefisso oxo- come per esempio l'oxo-magnesio-hastingsite.
Gli unici anfiboli appartenenti a questo gruppo con una certa diffusione sono quelli aventi "rootname" kaersutite.
I minerali che fanno parte di questo gruppo sono i seguenti:
- mangani-dellaventuraite[3]
- oxo-magnesio-hastingsite[4]
- kaersutite[3]
- ferro-kaersutite[3]
- ferro-ferri-kaersutite[3]
- ferri-kaersutite[3]
- ferro-ferri-obertiite
- mangani-obertiite[5]
- mangano-mangani-ungarettiite[3]